# كارل أونا إمبو
كارل أونا إمبو (بالفرنسية: Carl Ona Embo)‏ مواليد 6 أغسطس 1989 في ليل، هو لاعب كرة سلة فرنسي. بدأ مسيرته الاحترافية في سنة 2007. يبلغ طوله 6 قدم 2 بوصة (1.9 م).

## المسيرة الاحترافية
لعب مع بييلا لكرة السلة في موسم 2009–2010، ثم لعب مع بواتييه باسكت 86 في موسم 2010–2011، ثم لعب مع شوليه باسكت في الدوري الفرنسي من سنة 2011 إلى 2013، ثم لعب مع بواتييه باسكت 86 في موسم 2014–2015.

## روابط خارجية
- كارل أونا إمبو على موقع الاتحاد الدولي لكرة السلة (الإنجليزية)
- كارل أونا إمبو على موقع الدوري الأوروبي لكرة السلة (الإنجليزية)
- كارل أونا إمبو على موقع كرة السلة الأوروبية.كوم (الإنجليزية)
- كارل أونا إمبو على موقع DraftExpress.com (الإنجليزية)
- كارل أونا إمبو على موقع ريلجم (الإنجليزية)
- كارل أونا إمبو على موقع بروبوليرز (الإنجليزية)
- كارل أونا إمبو على موقع سبورتس رفرنس (الإنجليزية)
- كارل أونا إمبو على موقع سبورتس رفرنس (الإنجليزية)